# Takane & Hana
Takane & Hana (高嶺と花?, Takane to Hana) è un manga del 2014 scritto e disegnato da Yuki Shiwasu.

## Trama
La sedicenne Hana Nonomura sostituisce la sorella a un incontro con prospettive matrimoniali con il ricco e viziato Takane Saibara, di dieci anni più grande di lei. Se inizialmente l'impressione che hanno l'uno dell'altro è pessima, con il passare del tempo tra i due si sviluppa una certa sintonia.

## Volumi
| Nº | Data di prima pubblicazione | Data di prima pubblicazione                                                           | Data di prima pubblicazione |
| Nº | Giapponese                  | Giapponese                                                                            | Italiano                    |
| -- | --------------------------- | ------------------------------------------------------------------------------------- | --------------------------- |
| 1  | 20 marzo 2015               | ISBN 978-4-592-21351-2                                                                | 8 febbraio 2018             |
| 2  | 17 luglio 2015              | ISBN 978-4-592-21352-9                                                                | 12 aprile 2018              |
| 3  | 20 novembre 2015            | ISBN 978-4-592-21353-6                                                                | 14 giugno 2018              |
| 4  | 18 marzo 2016               | ISBN 978-4-592-21354-3                                                                | 9 agosto 2018               |
| 5  | 20 luglio 2016              | ISBN 978-4-592-21355-0                                                                | 11 ottobre 2018             |
| 6  | 18 novembre 2016            | ISBN 978-4-592-21356-7                                                                | 13 dicembre 2018            |
| 7  | 20 marzo 2017               | ISBN 978-4-592-21357-4                                                                | 14 febbraio 2019            |
| 8  | 20 luglio 2017              | ISBN 978-4-592-21358-1                                                                | 11 aprile 2019              |
| 9  | 20 novembre 2017            | ISBN 978-4-592-21358-1                                                                | 20 giugno 2019              |
| 10 | 20 marzo 2018               | ISBN 978-4-592-21360-4                                                                | 22 agosto 2019              |
| 11 | 20 luglio 2018              | ISBN 978-4-592-21601-8                                                                | 24 ottobre 2019             |
| 12 | 19 ottobre 2018             | ISBN 978-4-592-21602-5                                                                | 19 dicembre 2019            |
| 13 | 20 febbraio 2019            | ISBN 978-4-592-21603-2 (edizione regolare) ISBN 978-4-592-10611-1 (edizione limitata) | 23 gennaio 2020             |
| 14 | 19 aprile 2019              | ISBN 978-4-592-21604-9                                                                | 26 marzo 2020               |
| 15 | 20 settembre 2019           | ISBN 978-4-592-21605-6                                                                | 28 maggio 2020              |
| 16 | 20 febbraio 2020            | ISBN 978-4-592-21606-3                                                                | 27 agosto 2020              |
| 17 | 19 giugno 2020              | ISBN 978-4-592-21607-0                                                                | 18 febbraio 2021            |
| 18 | 18 settembre 2020           | ISBN 978-4-592-21608-7 (edizione regolare) ISBN 978-4-592-22776-2 (edizione limitata) | 20 maggio 2021              |